# Draghinovo, Pazardjik
Draghinovo (în bulgară Драгиново) este un sat în comuna Velingrad, regiunea Pazardjik,  Bulgaria. 

## Demografie
Componența etnică a satului Draghinovo
     Nicio identificare (27,42%)
     Turci (2,8%)
     Bulgari (62,16%)
     Romi (3,7%)
     Altele (3,89%)
La recensământul din 2011, populația satului Draghinovo era de 4.805 locuitori. Din punct de vedere etnic, majoritatea locuitorilor (62,16%) erau bulgari, existând și minorități de romi (3,7%) și turci (2,8%). Pentru 27,42% din locuitori nu este cunoscută apartenența etnică.